# Škofija Alexandria-Cornwall
Škofija Alexandria-Cornwall je rimskokatoliška škofija s sedežem v Alexandria-Cornwallu (Kanada).
Ustanovljena je bila leta 1890 kot Škofija Alexandria in Ontario.

## Geografija
Škofija zajame območje 1.290 km² s 87.383 prebivalci, od katerih je 56.050 rimokatoličanov (64,1 % vsega prebivalstva).
Škofija se nadalje deli na 32 župnij.

## Škofje
Kot Škofija Alexandria in Ontario
- Alexander Macdonell (18. julij 1890-30. maj 1905)
- William Andrew Macdonell (21. marec 1906-17. november 1920)
- Félix Couturier (28. junij 1921-27. julij 1941)
- Rosario L. Brodeur (27. julij 1941-15. oktober 1966)
- Adolphe E. Proulx (28. april 1967-13. februar 1974)
- Eugène Philippe LaRocque (24. junij 1974-17. september 1976)

Kot Škofija Alexandria-Cornwall
- Eugène Philippe LaRocque (17. september 1976-27. april 2002)
- Paul-André Durocher (27. april 2002-danes)